# مانابو ميازاكي
مانابو ميازاكي (باليابانية: 宮崎学) (25 أكتوبر 1945، كيوتو في اليابان)؛ ناقد وروائي ياباني. درس في جامعة واسيدا.